# Nascar Winston Cup Series 1979
Nascar Winston Cup Series 1979 var den 31:a upplagan av den främsta divisionen av professionell stockcarracing i USA sanktionerad av National Association for Stock Car Auto Racing.
Säsongen bestod av 31 race och inleddes på Riverside International Raceway 14 januari och avslutades 18 november på Ontario Motor Speedway. Richard Petty tog sin sjunde mästerskapstitel. Chevrolet som bilmärke dominerade serien med 18 segrar och vann märkesmästerskapet för fjärde året i rad.

## Tävlingskalender
| Nr | Officiellt namn             | Bana                                                        | Datum        |
| -- | --------------------------- | ----------------------------------------------------------- | ------------ |
| 1  | Winston Western 500         | Riverside International Raceway, Riverside, Kalifornien     | 14 januari   |
| U  | Busch Clash                 | Daytona International Speedway, Daytona Beach, Florida      | 11 februari  |
| KV | 125 Mile Qualifying Races   | Daytona International Speedway, Daytona Beach, Florida      | 15 februari  |
| 2  | Daytona 500                 | Daytona International Speedway, Daytona Beach, Florida      | 18 februari  |
| 3  | Carolina 500                | North Carolina Motor Speedway, Rockingham, North Carolina   | 4 mars       |
| 4  | Richmond 400                | Richmond Fairgrounds Raceway, Richmond, Virginia            | 11 mars      |
| 5  | Atlanta 500                 | Atlanta International Raceway, Hampton, Georgia             | 18 mars      |
| 6  | Northwestern Bank 400       | North Wilkesboro Speedway, North Wilkesboro, North Carolina | 25 mars      |
| 7  | Southeastern 500            | Bristol International Raceway, Bristol, Tennessee           | 1 april      |
| 8  | CRC Chemicals Rebel 500     | Darlington Raceway, Darlington, South Carolina              | 8 april      |
| 9  | Virginia 500                | Martinsville Speedway, Ridgeway, Virginia                   | 22 april     |
| 10 | Winston 500                 | Alabama International Motor Speedway, Talladega, Alabama    | 6 maj        |
| 11 | Sun-Drop Music City USA 420 | Nashville Speedway, Nashville, Tennessee                    | 12 maj       |
| 12 | Mason-Dixon 500             | Dover Downs International Speedway, Dover, Delaware         | 20 maj       |
| 13 | World 600                   | Charlotte Motor Speedway, Concord, North Carolina           | 27 maj       |
| 14 | Texas 400                   | Texas World Speedway, College Station, Texas                | 3 juni       |
| 15 | Napa Riverside 400          | Riverside International Raceway, Riverside, Kalifornien     | 10 juni      |
| 16 | Gabriel 400                 | Michigan International Speedway, Brooklyn, Michigan         | 17 juni      |
| 17 | Firecracker 400             | Daytona International Speedway, Daytona Beach, Florida      | 4 juli       |
| 18 | Busch Nashville 420         | Nashville Speedway, Nashville, Tennessee                    | 14 juli      |
| 19 | Coca-Cola 500               | Pocono International Raceway, Long Pond, Pennsylvania       | 30 juli      |
| 20 | Talladega 500               | Alabama International Motor Speedway, Talladega, Alabama    | 5 augusti    |
| 21 | Champion Spark Plug 400     | Michigan International Speedway, Brooklyn, Michigan         | 19 augusti   |
| 22 | Volunteer 500               | Bristol International Raceway, Bristol, Tennessee           | 25 augusti   |
| 23 | Southern 500                | Darlington Raceway, Darlington, South Carolina              | 3 september  |
| 24 | Capital City 400            | Richmond Fairgrounds Raceway, Richmond, Virginia            | 9 september  |
| 25 | CRC Chemicals 500           | Dover Downs International Speedway, Dover, Delaware         | 16 september |
| 26 | Old Dominion 500            | Martinsville Speedway, Ridgeway, North Carolina             | 23 september |
| 27 | Napa National 500           | Charlotte Motor Speedway, Concord, North Carolina           | 7 oktober    |
| 28 | Holly Farms 400             | North Wilkesboro Speedway, North Wilkesboro, orth Carolina  | 14 oktober   |
| 29 | American 500                | North Carolina Motor Speedway, Rockingham, North Carolina   | 21 oktober   |
| 30 | Dixie 500                   | Atlanta International Raceway, Hampton, Georgia             | 4 november   |
| 31 | Los Angeles Times 500       | Ontario Motor Speedway, Ontario, Kalifornien                | 18 november  |

## Resultat
| Nr | Tävling                     | Pole position   | Flest ledda varv | Vinnare         | Team/ bilägare              | Konstruktör | Rapport |
| -- | --------------------------- | --------------- | ---------------- | --------------- | --------------------------- | ----------- | ------- |
| 1  | Winston Western 500         | David Pearson   | Darrell Waltrip  | Darrell Waltrip | DiGard Motorsports          | Chevrolet   | Rapport |
| U  | Busch Clash                 | Benny Parsons   | Buddy Baker      | Buddy Baker     | Ranier-Lundy Racing         | Oldsmobile  | Rapport |
| KV | 125 Mile Qualifying Race 1  | Buddy Baker     | Buddy Baker      | Buddy Baker     | Ranier-Lundy Racing         | Oldsmobile  | Rapport |
| KV | 125 Mile Qualifying Race 2  | Donnie Allison  | Darrell Waltrip  | Darrell Waltrip | DiGard Motorsports          | Oldsmobile  | Rapport |
| 2  | Daytona 500                 | Buddy Baker     | Donnie Allison   | Richard Petty   | Petty Enterprises           | Oldsmobile  | Rapport |
| 3  | Carolina 500                | Bobby Allison   | Bobby Allison    | Bobby Allison   | Bud Moore Engineering       | Ford        | Rapport |
| 4  | Richmond 400                | Bobby Allison   | Bobby Allison    | Cale Yarborough | Junior Johnson & Associates | Oldsmobile  | Rapport |
| 5  | Atlanta 500                 | Buddy Baker     | Bobby Allison    | Buddy Baker     | Ranier Racing               | Oldsmobile  | Rapport |
| 6  | Northwestern Bank 400       | Benny Parsons   | Richard Petty    | Bobby Allison   | Bud Moore Engineering       | Ford        | Rapport |
| 7  | Southeastern 500            | Buddy Baker     | Dale Earnhardt   | Dale Earnhardt  | Osterlund Motorsports       | Chevrolet   | Rapport |
| 8  | CRC Chemicals Rebel 500     | Donnie Allison  | Darrell Waltrip  | Darrell Waltrip | DiGard Motorsports          | Chevrolet   | Rapport |
| 9  | Virginia 500                | Darrell Waltrip | Richard Petty    | Richard Petty   | Petty Enterprises           | Chevrolet   | Rapport |
| 10 | Winston 500                 | Darrell Waltrip | Neil Bonnett     | Bobby Allison   | Bud Moore Engineering       | Ford        | Rapport |
| 11 | Sun-Drop Music City USA 420 | Joe Millikan    | Richard Petty    | Cale Yarborough | Junior Johnson & Associates | Oldsmobile  | Rapport |
| 12 | Mason-Dixon 500             | Darrell Waltrip | Cale Yarborough  | Neil Bonnett    | Wood Brothers Racing        | Mercury     | Rapport |
| 13 | World 600                   | Neil Bonnett    | Darrell Waltrip  | Darrell Waltrip | DiGard Motorsports          | Chevrolet   | Rapport |
| 14 | Texas 400                   | Buddy Baker     | Darrell Waltrip  | Darrell Waltrip | DiGard Motorsports          | Chevrolet   | Rapport |
| 15 | Napa Riverside 400          | Dale Earnhardt  | Cale Yarborough  | Bobby Allison   | Bud Moore Engineering       | Ford        | Rapport |
| 16 | Gabriel 400                 | Neil Bonnett    | Buddy Baker      | Buddy Baker     | Ranier Racing               | Chevrolet   | Rapport |
| 17 | Firecracker 400             | Buddy Baker     | Neil Bonnett     | Neil Bonnett    | Wood Brothers Racing        | Mercury     | Rapport |
| 18 | Busch Nashville 420         | Darrell Waltrip | Darrell Waltrip  | Darrell Waltrip | DiGard Motorsports          | Chevrolet   | Rapport |
| 19 | Coca-Cola 500               | Harry Gant      | Darrell Waltrip  | Cale Yarborough | Junior Johnson & Associates | Chevrolet   | Rapport |
| 20 | Talladega 500               | Neil Bonnett    | Darrell Waltrip  | Darrell Waltrip | DiGard Motorsports          | Oldsmobile  | Rapport |
| 21 | Champion Spark Plug 400     | David Pearson   | Buddy Baker      | Richard Petty   | Petty Enterprises           | Chevrolet   | Rapport |
| 22 | Volunteer 500               | Richard Petty   | Benny Parsons    | Darrell Waltrip | DiGard Motorsports          | Chevrolet   | Rapport |
| 23 | Southern 500                | Bobby Allison   | Darrell Waltrip  | David Pearson   | Osterlund Motorsports       | Chevrolet   | Rapport |
| 24 | Capital City 400            | Dale Earnhardt  | Bobby Allison    | Bobby Allison   | Bud Moore Engineering       | Ford        | Rapport |
| 25 | CRC Chemicals 500           | Dale Earnhardt  | Cale Yarborough  | Richard Petty   | Petty Enterprises           | Chevrolet   | Rapport |
| 26 | Old Dominion 500            | Darrell Waltrip | Buddy Baker      | Buddy Baker     | Ranier Racing               | Chevrolet   | Rapport |
| 27 | Napa National 500           | Neil Bonnett    | Bobby Allison    | Cale Yarborough | Junior Johnson & Associates | Chevrolet   | Rapport |
| 28 | Holly Farms 400             | Dale Earnhardt  | Bobby Allison    | Benny Parsons   | M.C. Anderson Racing        | Chevrolet   | Rapport |
| 29 | American 500                | Buddy Baker     | Benny Parsons    | Richard Petty   | Petty Enterprises           | Chevrolet   | Rapport |
| 30 | Dixie 500                   | Buddy Baker     | Cale Yarborough  | Neil Bonnett    | Wood Brothers Racing        | Mercury     | Rapport |
| 31 | Los Angeles Times 500       | Cale Yarborough | Benny Parsons    | Benny Parsons   | M.C. Anderson Racing        | Chevrolet   | Rapport |